# 1927 코파 델 레이 결승전
1927 코파 델 레이 결승전(스페인어: La Final de la Copa del Rey de 1927)은 스페인의 컵대회인 코파 델 레이의 25번째 결승전이다. 이 경기는 1927년 5월 15일에 사라고사의 토레로에서 열렸다. 이 경기에서 레알 우니온은 아레나스 게초를 1–0으로 이기고 통산 4번째 우승을 차지했다.

## 상세 경기 정보
| 레알 우니온     | 1–0 (연장전) | 아레나스 게초 |
| --------------- | ------------ | ------------- |
| 에체베스테 117′ |              |               |

| 레알 우니온 | 아레나스 게초 |

| 레알 우니온: |    |                              |
|              |    |                              |
| GK           | 1  | 안토니오 에메리 "에메리 2호" |
| DF           | 2  | 마누엘 알사                  |
| DF           | 3  | 이그나시오 베르헤스          |
| MF           | 4  | 페드로 레게이로              |
| MF           | 5  | 프란시스코 감보레나          |
| MF           | 6  | 알베르토 비야베르데          |
| FW           | 7  | 마누엘 사가르사수            |
| FW           | 8  | 루이스 레게이로              |
| FW           | 9  | 르네 프티                    |
| FW           | 10 | 호세 에체베스테              |
| FW           | 11 | 에밀리오 가르멘디아          |

| 아레나스 게초: |    |                       |
|                |    |                       |
| GK             | 1  | 호세 마리아 하우레기  |
| DF             | 2  | 리카르도 얀타다       |
| DF             | 3  | 크레푸스쿨로 세수마가 |
| MF             | 4  | 안토니오 라냐         |
| MF             | 5  | 호세 우레스티         |
| MF             | 6  | 피델 세수마가         |
| FW             | 7  | 후스토 데 안두이사    |
| FW             | 8  | 하비에르 리베로       |
| FW             | 9  | 호세 마리아 예르모    |
| FW             | 10 | 마누엘 구루차가       |
| FW             | 11 | 로부스티아노 빌바오   |

| 코파 델 레이 1927 우승 |
| ---------------------- |
| 레알 우니온 4번째 우승 |

## 같이 보기
- 바스크 축구 더비